# کیون (شیلی)
کیون (به اسپانیایی: Quellón) یک شهرستان‌ در شیلی است که در چیلوئه واقع شده‌است. کیون ۳٬۲۴۴٫۰ کیلومترمربع مساحت و ۲۳٬۹۹۲ نفر جمعیت دارد و ۵ متر بالاتر از سطح دریا واقع شده.

## نگارخانه

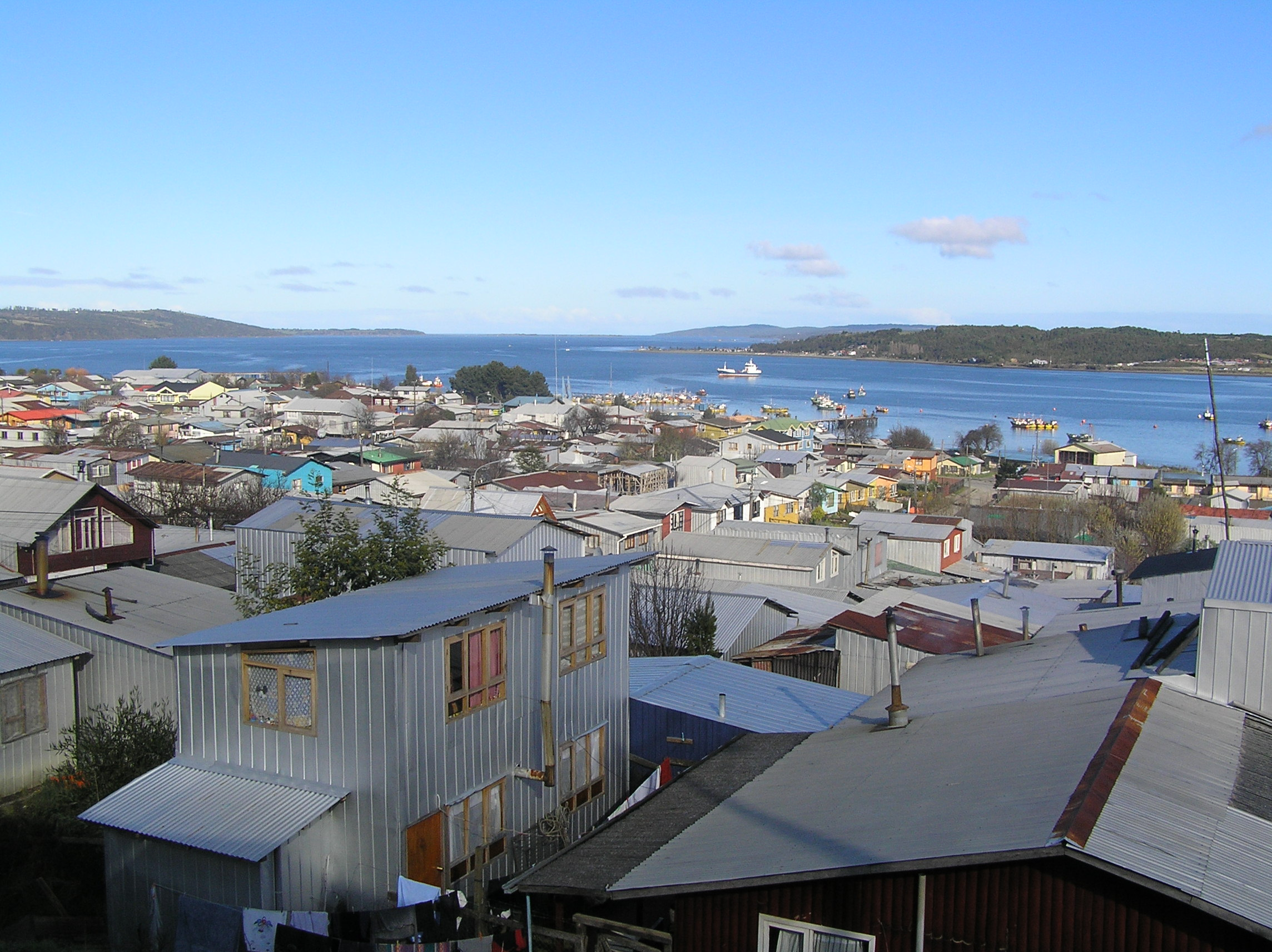
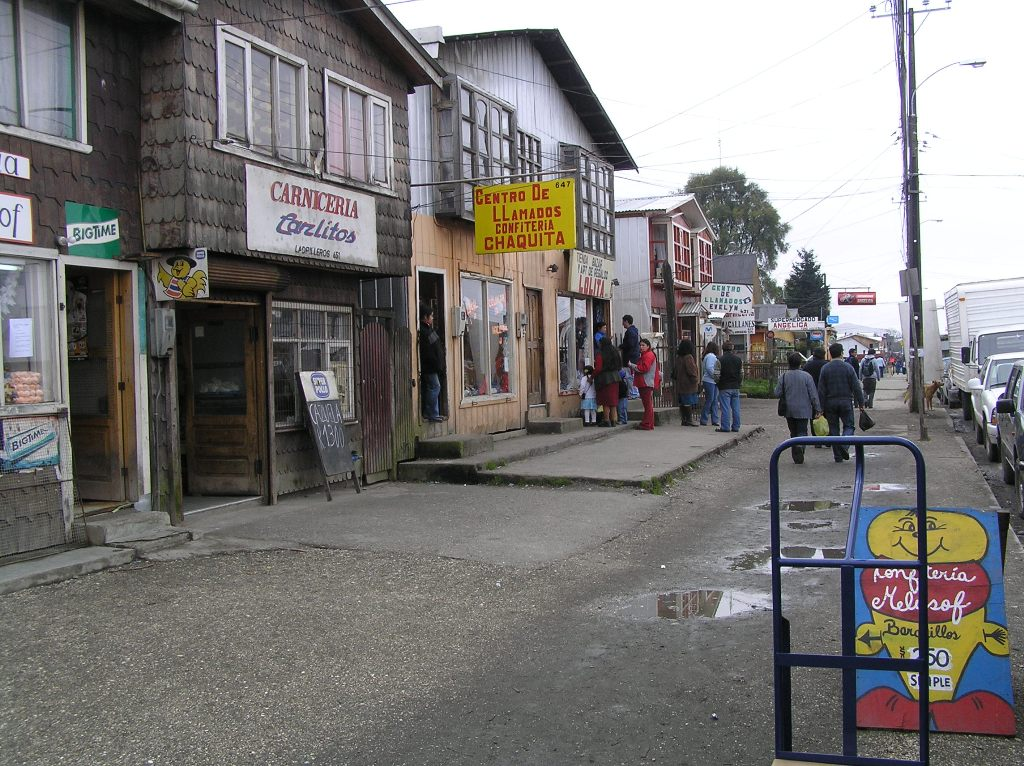
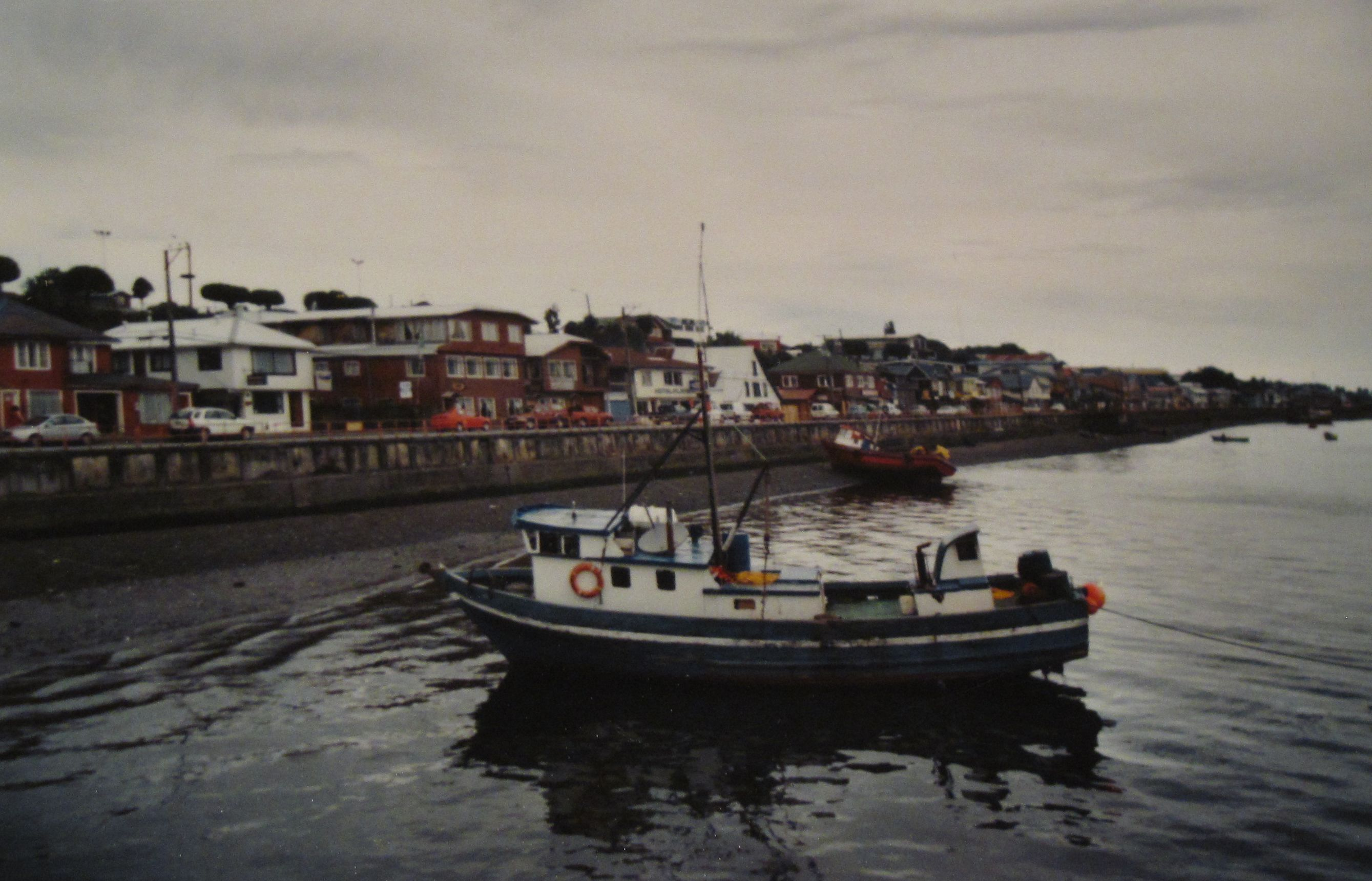
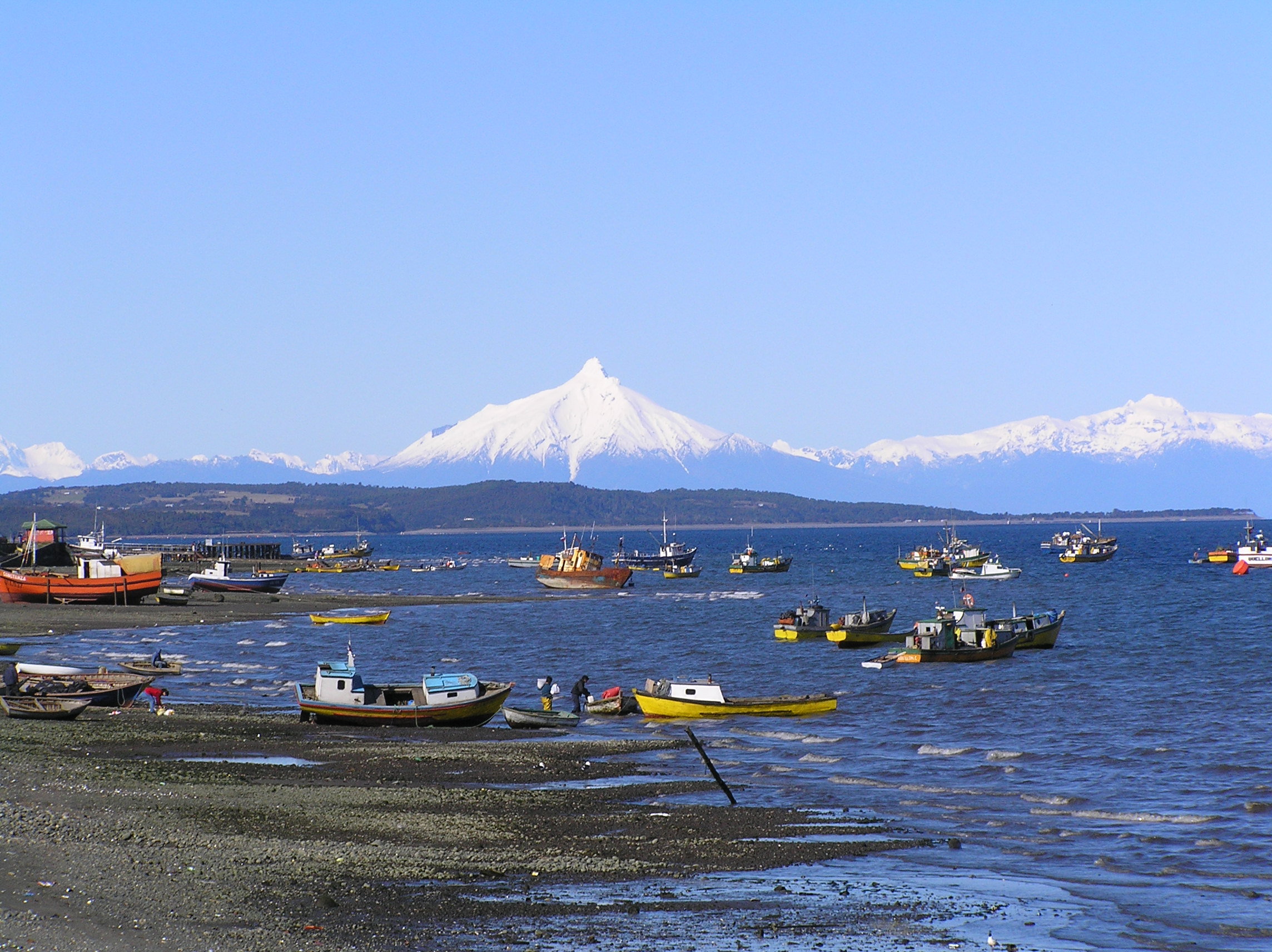